# Richeria grandis

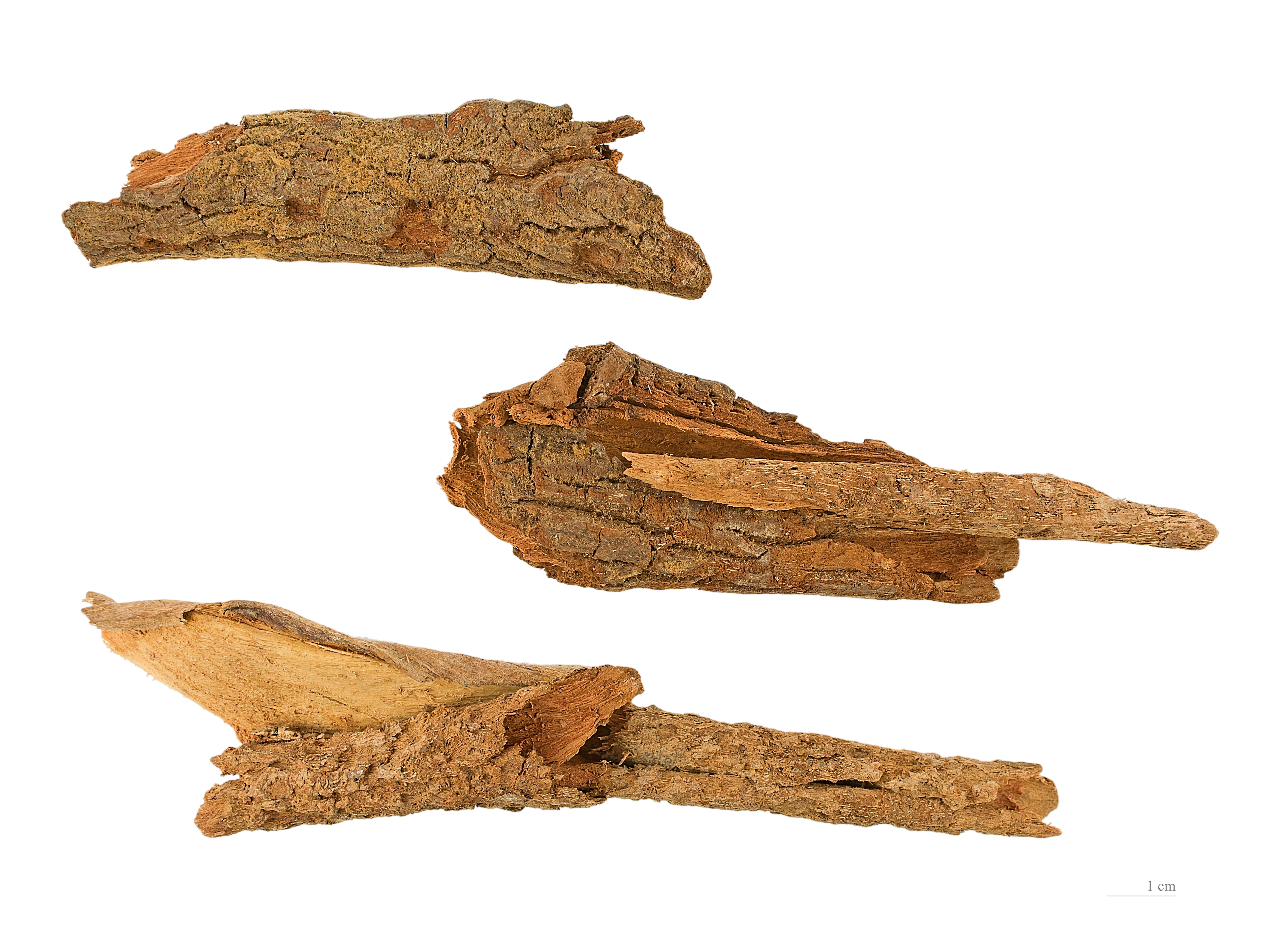
Ron de Richeria grandis

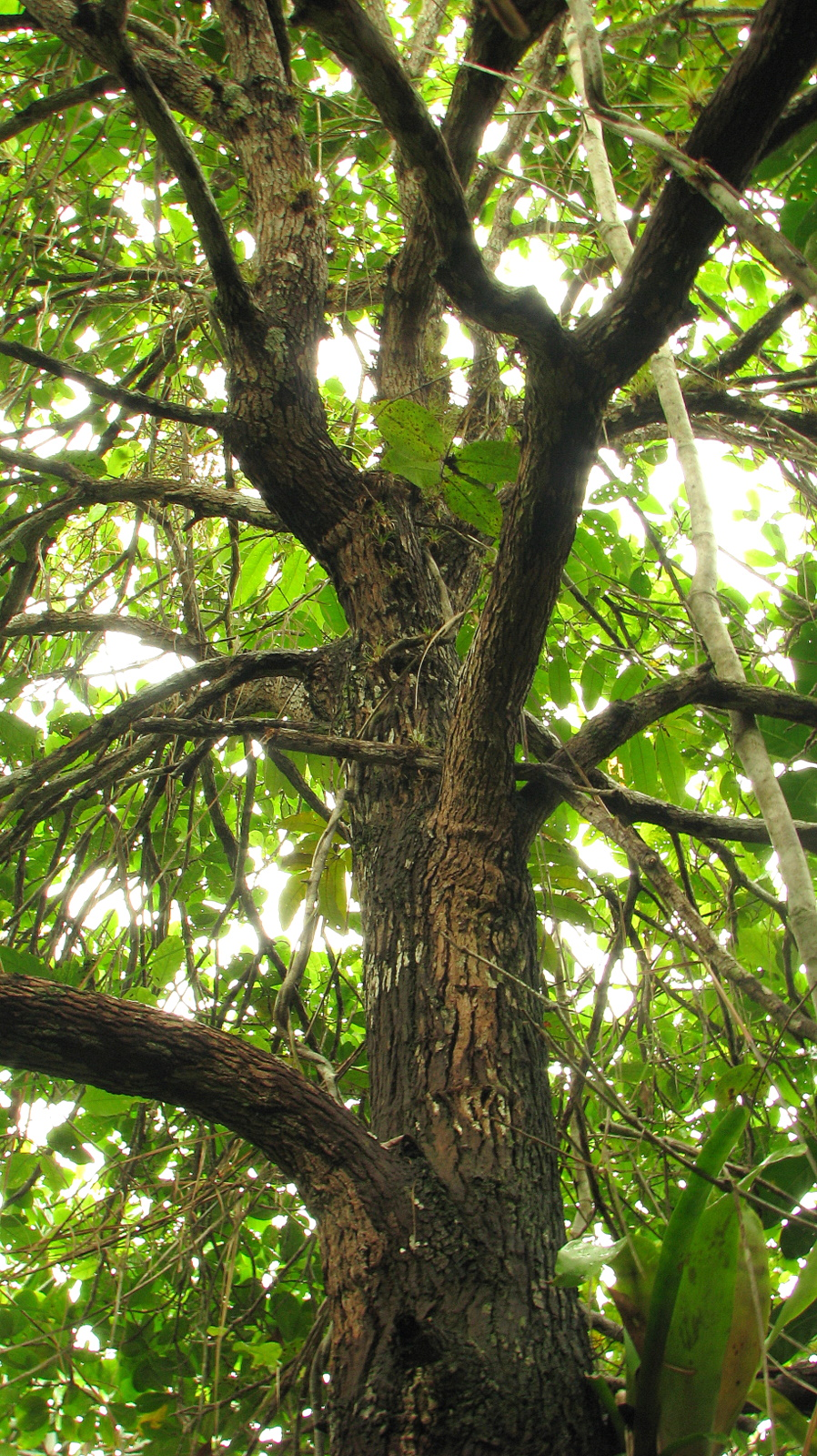
Vista de la planta

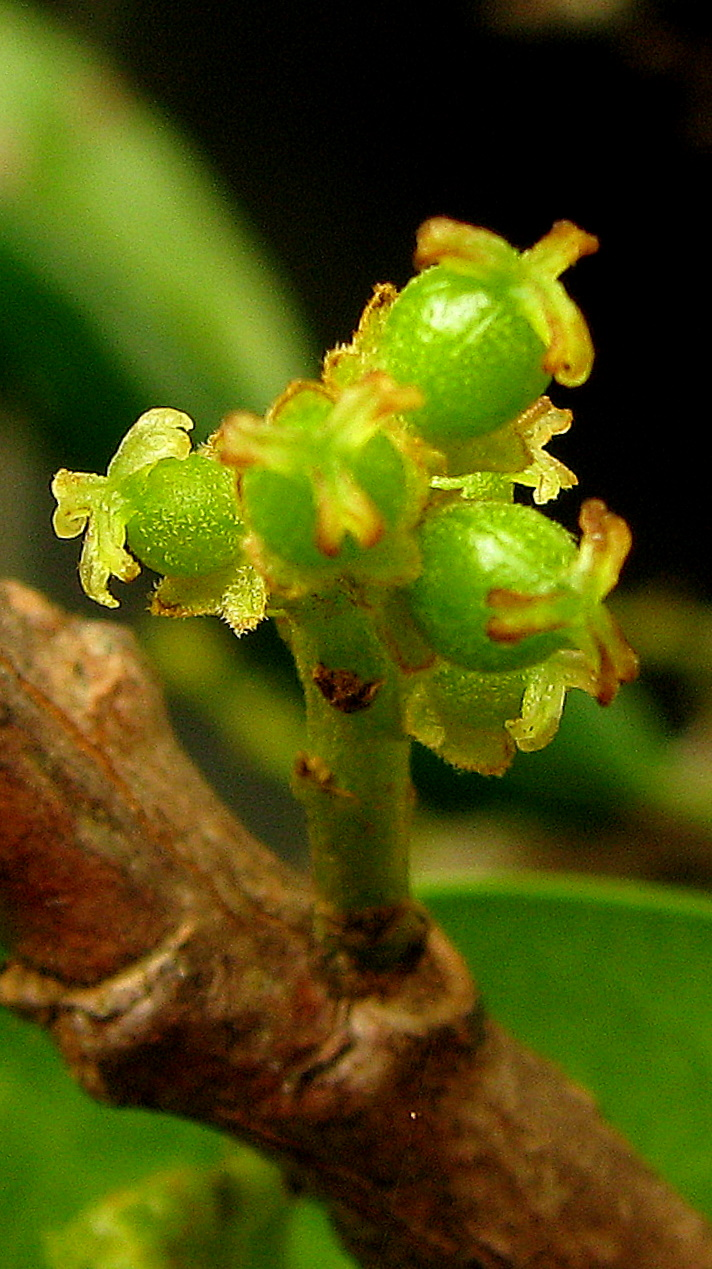
Detalle

Richeria grandis es una especie de  planta medicinal perteneciente a la familia Phyllanthaceae. Es originaria de las islas del Caribe

## Descripción
Richeria grandis es un árbol de hoja perenne con la corteza de color marrón y una corteza interior de color marrón-naranja. Tiene hojas simples, alternas con un margen entero. Las hojas son grandes, generalmente de 10-20 centímetros de largo hasta 30 centímetros de largo y 13 centímetros de ancho. La especie es dioica, donde las flores masculinas y femeninas son producidas en plantas separadas. Las inflorescencias masculinas miden 3.10 centímetros de largo, con 3-7 flores; las inflorescencias femeninas miden 5.3 centímetros de largo. El fruto es una cápsula, aproximadamente de 1 centímetro de largo.

## Ecología
Richeria grandis es una especie común en los bosques montanos en partes del Caribe y América del Sur. Ariel Lugo y sus colegas informaron que estas especies sufrieron mayores niveles de daño que la mayoría de los árboles después de que el huracán David azotara la isla de Dominica en 1979. La especie es un acumulador de aluminio y es capaz de acumular tanto como 15.000 ppm de aluminio en sus hojas.  La planta fue capaz de tolerar los niveles potencialmente tóxicos de aluminio principalmente por depositar el metal en las células de las paredes de sus hojas.

## Propiedades
Richeria grandis es una de varias especies, incluyendo Parinari campestris y Roupala montana que se conocen con el nombre común bois bandé, es un potente afrodisíaco. Idealmente se debe introducir en licor de ron durante varias semanas y luego proceder a su consumo.

## Taxonomía
Richeria grandis fue descrita por Martin Vahl y publicado en Eclogae Americanae 1: 30, pl. 4. 1796.
Variedad aceptada
- Richeria grandis var. gardneriana (Baill.) Müll.Arg.

Sinónimos
- Amanoa divaricata Poepp.
- Guarania laurifolia Baill.
- Guarania ramiflora Wedd. ex Baill.
- Richeria laurifolia (Baill.) Baill.
- Richeria obovata (Müll.Arg.) Pax & K.Hoffm.
- Richeria racemosa (Poepp. & Endl.) Pax & K. Hoffm.
- Richeria submembranacea Steyerm.[8]
- Amanoa purpurascens Poepp. ex Baill.
- Amanoa racemosa Poepp.
- Antidesma longifolium Decne. ex Baill.
- Guarania purpurascens Wedd. ex Baill.
- Guarania ramiflora Wedd. ex Baill.
- Guarania spruceana Baill.
- Richeria grandis var. divaricata (Poepp.) Müll.Arg.
- Richeria grandis var. grandis
- Richeria grandis var. laurifolia (Baill.) Müll.Arg.
- Richeria grandis var. racemosa (Poepp.) Müll.Arg.
- Richeria olivieri Philcox
- Richeria purpurascens (Wedd. ex Baill.) Baill. ex Müll.Arg.
- Richeria spruceana (Baill.) Baill. ex Müll.Arg.[9]